# الخاصب (الرجم)

تعديل مصدري - تعديل

الخاصب هي إحدى قرى عزلة بني الغذيفي بمديرية الرجم التابعة لمحافظة المحويت، بلغ تعداد سكانها 51 نسمة حسب تعداد اليمن لعام 2004.